# Borsukî, Lanivți
Borsukî (în ucraineană Борсуки) este localitatea de reședință a comunei Borsukî din raionul Lanivți, regiunea Ternopil, Ucraina.

## Demografie
Componența lingvistică a localității Borsukî
     Ucraineană (99,59%)
     Alte limbi (0,41%)
Conform recensământului din 2001, majoritatea populației localității Borsukî era vorbitoare de ucraineană (99,59%), existând în minoritate și vorbitori de alte limbi.